# Nicolas Trigault
Nicolas Trigault, (latinsko Nicolaus Trigautius; slovensko: Nikolaj Trigault; kitajsko: 金尼閣 / 金尼阁); (* 3. marec 1577 Douai; † 14. november 1628 Hangdžov), je bil flamski jezuit, duhovnik, znanstvenik in misijonar.

## Življenjepis

### Skrb za kitajske misijone
Rojen v Douaiu v Grofiji Flandriji v takratni Španski Nizozemski, danes je to Francija. V Družbo Jezusovo je vstopil leta 1594. Trigault je odšel iz Evrope na misijonsko delo v Aziji okrog leta 1610, ter prispel v Nanking na Kitajskem leta 1611. Pozneje ga je povabil kitajski katoličan Li Džidzao na svoj dom v Hangdžovu, kjer je deloval kot eden prvih misijonarjev na Kitajskem. 
Konec 1612 je Trigaulta imenoval predstojnik za kitajske misijone Niccolo Longobardi za skrbnika (=prokuratorja) le-teh v Evropi. Tako je odšel iz Macaa 9. februarja 1613, ter prispel v Rim 11. oktobra 1614 potujoč čez Indijo, Perzijski zaliv in Egipt.

#### Širjenje misijonske ideje
Med njegove prvenstvene naloge je spadalo poročanje o napredku kitajskih misijonov papežu Pavlu V. Uspešno se je pogajal z generalom jezuitov Claudijem Acquavivom, da bi kitajski misijoni postopoma postajali neodvisni od japonskih, kakor tudi, da bi mogel potovati po Evropi zaradi zbiranja denarne pomoči in tolmačenja obsežnega jezuitskega misijonskega delovanja. Rubens je ob tej priložnosti narisal Trigaultov portret 17. januarja 1617, ko se je Nikolaj mudil ali v Antwerpnu ali v Bruslju.
Med tem potovanjem po Evropi je Trigault prevedel iz italijanščine v latinščino ter izdal Riccijev "Kitajski dnevnik", oziroma De Christiana expeditione apud Sinas. Prevajanje je pravzaprav začel že po vkrcanju na ladjo, ki je plula iz Macaa v Indijo, in ga objavil 1615 v Augsburgu; zanimivo delo so pozneje prevajali v veliko evropskih jezikov in se je splošno razširilo. Francoski prevod iz latinščine, ki je izšel 1616, je oskrbel Trigaultov nečak David.
Aprila 1618 je Trigault odplul iz Lizbone z dvanajstimi novimi jezuitskimi misijonarji; v Macau so prispeli leto dni pozneje.

### Dela
- De Christiana expeditione apud Sinas, spisala Nicolas Trigault in Matteo Ricci.
- Širu Ermu Dzi (pinjin: Xiru Ermu Zi; 西儒耳目資 "Pomoč očem in ušesom Zahodnih učenjakov).

- Part 1 of 西儒耳目資, "Aid to the Eyes and Ears of Western Literati" (Nicolas Trigault)
- Part 2 of 西儒耳目資, "Aid to the Eyes and Ears of Western Literati" (Nicolas Trigault)
- Part 3 of 西儒耳目資, "Aid to the Eyes and Ears of Western Literati" (Nicolas Trigault)

#### Učenje kitajščine
Trigault je ustvaril enega od prvih načinov za polatinjenje kitajščine, ki se je temeljil največ na Riccijevem delu in ga je izdal 1626 pod naslovom Širu Ermu Dzi (poenostavljeno kitajsko: 西儒耳目资; tradicionalno kitajsko: 西儒耳目資; pinjin: Xīrú ěrmù zī; dob.: 'Aid to the Eyes and Ears of Western Literati' = Pomoč očem in ušesom zahodnih učenjakov). Trigault je svojo knjigo pisal v pokrajini Šanši.
S pomočjo spreobrnjenega Kitajca je leta 1625 sestavil in izdal tudi prvo kitajsko različico Ezopovih basni (Aesop's Fables; 況義 "Analogy").

### Obredni spor
Spor o kitajskih obredih (poenostavljeno kitajsko: 中国 礼仪 之 争; tradicionalno kitajsko: 中國 禮儀 之 爭; pinjin: Zhōngguó Lǐyí Zhī Zhēng) je bil spor med katoliškimi misijonarji glede zveze med versko vsebino v konfucijanstvu in kitajskimi obredi v 17. in 18. stoletju. V sporu ali prepiru so razpravljali o vprašanju, ali kitajska ljudska vera in kitajske obredne prakse – kot so: spoštovanje družinskih prednikov in drugi konfucijanski obredi, – spadajo med posvetne ali verske obrede. V drugem primeru bi bili nezdružljivi s katoliškim verovanjem. Jezuiti so trdili, da so ti kitajski obredi posvetni rituali, ki so v določenih mejah združljivi s krščanstvom in jih je zato treba dopuščati; dominikanci in frančiškani pa se s tem niso strinjali in so o tem poročali v Rim, češ da jezuiti uvajajo v bogoslužje poganske obrede.
Rimska Družba za širjenje vere (Congregatio de propaganda fide; danes se imenuje Družba za oznanjevanje evangelija) se je leta 1645 postavila na stran dominikancev in na podlagi njihovega kratkega poročila obsodila kitajske obrede; vendar pa je ista združba leta 1656 stopila na stran jezuitov s tem, ko je odpravila prepoved. To je bil eden izmed številnih sporov med jezuiti in dominikanci na Kitajskem in drugod po Aziji, vključno z Japonsko in Indijo.

#### Spor glede Božjega imena in kitajskih obredov
Ta spor pa je izbruhnil že v Trigaultovem času. Ni potihnil niti po njegovi smrti, ampak se je še bolj razplamtel, vse dokler ni papež prepovedal kakršnokoli razpravljanje. Sveti sedež so namreč večkrat obveščali o spornem vprašanju kitajskih obredov. 
Prvi odlok zoper „kitajske obrede“ je bil objavljen za časa Inocenca X. 1645. Za časa Aleksandra VII. so bili 1656 ti obredi zopet dovoljeni. 
1693 je apostolski vikar Fujiana Maigrot izdal v previdni obliki natančne smernice, ki prepovedujejo prilagajanje. 
Papež Klemen XI. pa je s tremi zaporednimi listinami odkrito in brezobzirno prepovedal kakršnokoli tozadevno prilagajanje in je kitajske obrede obsodil: 
1. apostolska določba Cum Deus optimus z dne 20. novembra 1704;
2. apostolska določba 1710;
3. bula Ex Illa Die 1715.[13]

#### Začetni spori in Trigaultova smrt
Vprašanje glede načina delovanja v Kitajskih misijonih je prišlo na dan v začetku 17. stoletja. Trigault je bil vsestranska osebnost in je marsikaj napravil za širjenje krščanstva zlasti na Kitajskem, potem pa tudi za podporo temu gibanju v Evropi, in za pridobivanje novih misijonarjev. V tem so si bili kristjani edini. Niso se pa vsi strinjali glede načina, kako oznanjati evangelij in kako se odnositi glede kitajskih navad. Najbrž je nepričakovano hudo nasprotovanje z najvišjega mesta presenetilo in razočaralo ter užalostilo tako njega kot druge zagovornike korenite prilagoditve vzhodnemu načinu življenja: v obleki, jeziku, noši in tudi obredih.  
Po letu 1620 se je torej tudi Trigault zapletel v spor glede pravilnega kitajskega izraza za krščanskega Boga in je zagovarjal uporabo izraza "Šangdi", ki ga je pa 1625 prepovedal jezuitski predstojnik Muzio Vitelleschi. 
Jezuitski nadzornik (=inšpektor) André Palmeiro je na podlagi pripovedovanja Trigaultovega spovednika Cattanea izjavil, da se je duševno nestalnega Trigaulta polotila huda potrtost. Preiskal je okoliščine njegove smrti in zvedel, da je iz razočaranja, ker je brezuspešno zagovarjal uporabo predloženega izraza za Boga, napravil samomor.